# Ulisse Giocchi

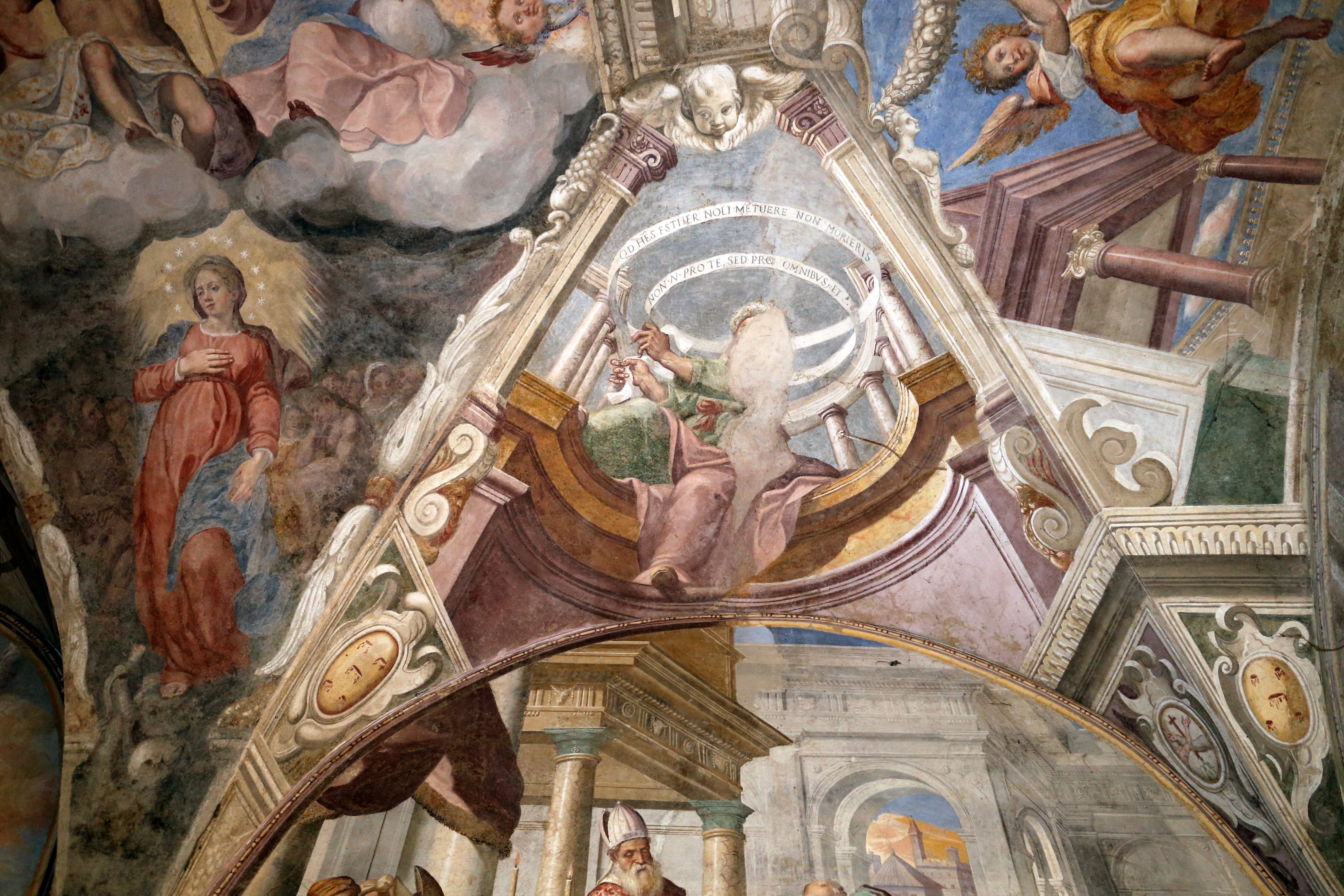
Storie di Maria, Firenze, Ognissanti

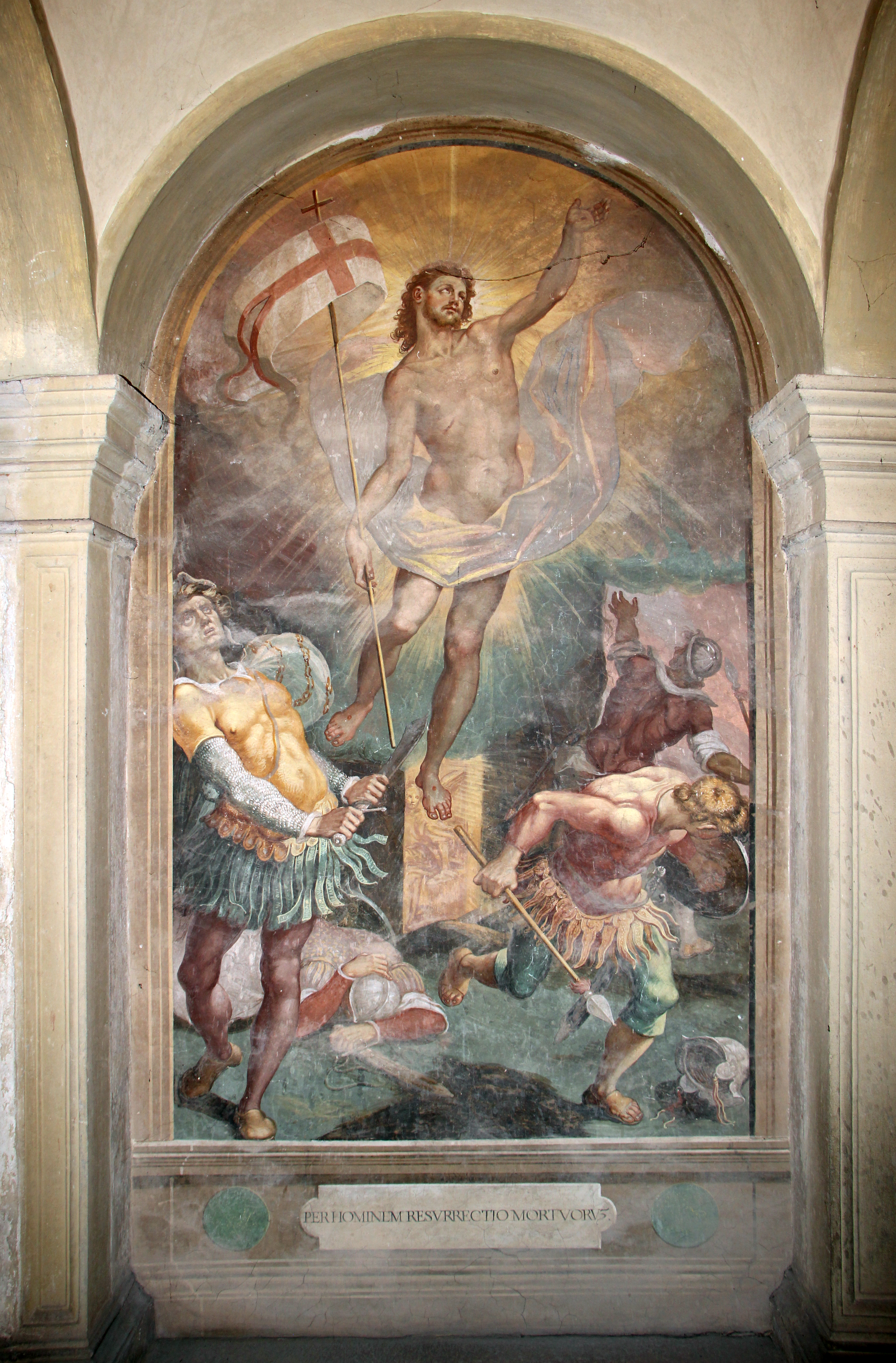
Resurrezione, Firenze, certosa del Galluzzo

Ulisse Giocchi, o Ciocchi o Giuochi (Monte San Savino, 1570 circa – Firenze, 29 aprile 1631), è stato un pittore italiano.

## Biografia
Notata una certa predisposizione al disegno, si trasferì a Firenze fin da ragazzo, entrando nella bottega di Bernardino Poccetti, dal quale apprese una salda padronanza del disegno e della tecnica dell'affresco. Almeno dal 1591 tornò temporaneamente nella sua città natale, dove sono registrate lke sue prime opere indipendenti, in cui si nota già un interesse per il colorito baroccesco (dal 1579 ad Arezzo era presente la celebrata Madonna del Popolo) e, caratteristica più originale della sua arte, per le opere nordiche (incisioni) e fiamminghe (soprattutto i paesaggi alla Paul Brill). Spunti derivati dal paesaggismo d'oltralpe e della natura morta, generi allora estranei all'ambiente toscano, si trovano tuttavia nelle parti accessorie delle sue opere, in sfondi, fregi e decorazioni varie, mai ancora come soggetti indipendenti.
Tornò a Firenze nel 1605, quando si immatricolò all'Accademia del Disegno, resatando tuttavia nell'orbita del Poccetti, soprattutto nei cantieri a palazzo Pitti e alla certosa del Galluzzo. 
Scomparso il suo maestro e amico nel 1612, continuò con discreto successo la sua attività di pittore a Firenze e in altri centri toscani, in particolare Pistoia.
Morì a Firenze, ma venne poi sepolto nella tomba di famiglia nella pieve di Monte San Savino.